# Mario Modotti
Mario Modotti, nome di battaglia Tribuno (Udine, 12 novembre 1912 – Udine, 9 aprile 1945), è stato un partigiano, operaio e antifascista italiano.
Medaglia d'argento al valor militare.

## Biografia
Sposato con un figlio, lavora nei Cantieri Riuniti dell'Adriatico a Monfalcone, qui entra in contatto con i gruppi antifascisti con i quali comincia a collaborare. Dopo l'8 settembre comincia subito ad organizzare i primi nuclei della lotta partigiana in Friuli. Il 15 settembre è comandante della battaglione Garibaldi costituitosi sul monte Corada per poi passare al comando della brigata "Ippolito Nievo" del comando unificato Garibaldi-Osoppo Friuli, attiva in Val Cellina.
L'occupazione della Repubblica libera della Carnia nel dicembre 1944 da parte delle forze nazifasciste, dopo lunghi combattimenti, lo obbliga a tornare in pianura. È tradito da una spia e viene catturato dalle Brigate nere di Palmanova, e portato nella caserma "Piave dove subisce le peggiori sevizie, ma non rivela nessuna informazione. Processato in carcere a Udine è condannato a morte e fucilato con altri 28 partigiani, tra i quali Mario Foschiani*, nel cortile dello stesso carcere.
In una lettera scritta il giorno di Pasqua del 1945 dopo 19 giorni dalla sentenza scrive al figlio Marietto
(Lettera al figlio scritta il 1º aprile 1945, carcere di Udine)
Dopo la fucilazione le formazioni partigiane di Pordenone si costituiscono in divisione Garibaldi "Mario Modotti".